# As janeiras não se cantam
"As janeiras não se cantam" é o incipit de uma quadra popular portuguesa incluída em várias cantigas de janeiras.

## Versões
A quadra em questão encontra-se espalhada pelo território português, em diversas versões que partilham essencialmente os dois primeiros versos:
| Penafiel (Douro Litoral) 1867                                                                               | V. N. de Gaia (Douro Litoral) 1880                                                                         | Vila Real (Trás-os-Montes) 1898-1901                                                                          | Loulé (Algarve) 1905                                                                           |
| --- | --- | --- | ---------------------------------------------------------------------------------------------- |
| As janeiras não se cantam Nem aos reis, nem aos coroados; Mas nós vimo-las cantar, Por ser anos melhorados. | As janeiras não se cantam Nem aos reis, nem aos fidalgos; Cantamos a vós, senhores, Por ser ano melhorado; | As janeiras não se cantam Não se cantam aos fidalgos; Cantam-se aos lavradores, Que são homens mais honrados. | As janeiras não se cantam Mas nós vimo-las cantar, Pedindo anos melhorados E longa vida gozar. |

## Interpretação

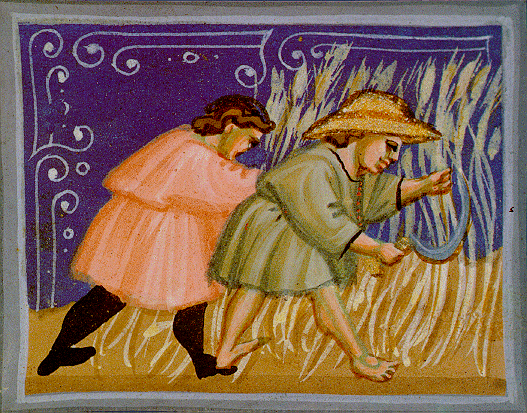
A Ceifa no Missal antigo de Lorvão. É possível que os versos reflitam antigos rituais realizados no início do ano em troca de boas colheitas.

Em 1862, na décima-quinta nota à tradução de Fastos de Ovídio por António Feliciano de Castilho, o escritor português Júlio César Machado comenta os versos:
| “ | Uma grande costumeira deste dia, nas províncias e nalguns arrabaldes de Lisboa mesmo, é o cantar as janeiras. Junta-se a gente ordinária da terra e mal chega o dia de Ano Bom rompem as vozes: As janeiras não se cantam Nem aos reis, nem aos fidalgos! Este sentimento democrático da cantiga, não os impede, ainda assim, de ser justamente à porta dos fidalgos da terra, que eles vão cantar isto, para se lhe dar dinheiro para vinho! | ” |

Anos depois, em 1872, o autor retoma a discussão, concluindo que o facto de ser realizarem peditórios principalmente à fidalguia, seria a causa da crescente popularidade da versão de Penafiel. Contudo, outros autores supõem que, já originalmente, a quadra favorecia a recolha de donativos à porta das casas dos nobres, talvez refletindo os antigos ritos pagãos realizados no início do ano em troca de boas colheitas.